# کشور مجمع‌الجزایری

خطوط پایه مجمع الجزایر اندونزی

به هر دولت یا کشور به رسمیت شناخته شده از سوی جامعه بین‌المللی که شامل تعدادی جزیره تشکیل دهنده مجمع‌الجزایر می‌شود کشور مجمع‌الجزایری می‌گویند. این اصطلاح توسط کنوانسیون ملل متحد در مورد حقوق دریاها به منظور تعریف مرز مجاز برای ادعای مالکیت تعریف شده‌است.
در کنفرانس‌های مختلف سازمان ملل متحد در مورد حقوق دریاها، فیجی، اندونزی، پاپوآ گینه نو، باهاما و فیلیپین پنج کشور مستقل هستند که استقلال آن‌ها توسط کنوانسیون سازمان ملل متحد در مورد حقوق دریاها در مونتگوبی جامائیکا در ۱۰ دسامبر ۱۹۸۲ تأیید شده و به عنوان کشورهای مجمع‌الجزایری شناخته می‌شوند.
کشورهای مجمع‌الجزایری، کشورهایی هستند که در آن گروهی از جزایر به همراه محدوده آب‌های داخلی خود یک دولت واحد را تشکیل می‌دهند. بر اساس این مفهوم ("دکترین مجمع‌الجزایری")، مجمع‌الجزایر بدون توجه به وسعت و ابعاد جزایر تشکیل دهنده آن به عنوان یک دولت واحد در نظر گرفته می‌شوند و بخشی از آب‌های داخلی آن کشور را تشکیل داده و مورد مالکیت انحصاری آن کشور هستند.
تصویب سازمان ملل متحد برای پنج کشور مستقل به عنوان کشورهای مجمع‌الجزایری با توجه به توافقات موجود با کشورهای دیگر منطقه صورت گرفت تا حقوق ماهیگیری سنتی و دیگر فعالیت‌های مشروع کشورهای همسایه مجاور آن‌ها در آب‌های مجمع‌الجزایری به رسمیت شناخته شوند. شرایط و ضوابط برای عملی کردن چنین حقوق و فعالیت‌هایی از جمله ماهیت این فعالیت‌ها، میزان و مناطق اعمال این حقوق، باید بر اساس درخواست هر یک از کشورهای مربوطه، توسط توافقنامه‌های دو جانبه بین آن‌ها تنظیم شود. این حقوق قابل انتقال یا اشتراک با کشورهای ثالث یا اتباع خود توافق کنندگان نیستند.

## فهرست کشورها
| نام                              | پیکربندی جغرافیایی                                                        | موقعیت مکانی | جمعیت       | مساحت (km۲) | تراکم جمعیت (در km۲) | موقعیت جغرافیایی                               |
| -------------------------------- | ------------------------------------------------------------------------- | ------------ | ----------- | ----------- | -------------------- | ---------------------------------------------- |
| آنتیگوآ و باربودا                | یک مجمع‌الجزایر با دو جزیره اصلی                                           | فلات قاره    | ۹۷٬۱۱۸      | ۴۴۰         | ۱۹۴                  | دریای کارائیب، جزایر بادپناه                   |
| باهاما                           | یک مجمع‌الجزایر                                                            | فلات قاره    | ۳۹۲٬۰۰۰     | ۱۳٬۸۷۸      | ۲۳٫۲۷                | اقیانوس اطلس، مجمع‌الجزایر لوکایی               |
| کیپ ورد                          | یک مجمع‌الجزایر                                                            | اقیانوسی     | ۵۱۸٬۴۶۷     | ۴٬۰۳۳       | ۱۲۵٫۵                | اقیانوس اطلس، غرب آفریقا                       |
| کومور                            | یک مجمع‌الجزایر با سه جزیره اصلی                                           | اقیانوسی     | ۷۸۴٬۷۴۵     | ۲٬۲۳۵       | ۲۷۵                  | اقیانوس هند، شرق آفریقا                        |
| جمهوری دومینیکن                  | یک مجمع‌الجزایر با یک جزیره اصلی (هیسپانیولا) مشترک با یک کشور (هائیتی)    | فلات قاره    | ۱۰٬۶۵۲٬۰۰۰  | ۴۸٬۴۴۲      | ۲۰۸٫۲                | دریای کارائیب، آنتیل بزرگ                      |
| فیجی                             | یک مجمع‌الجزایر با دو جزیره اصلی                                           | اقیانوسی     | ۸۵۹٬۱۷۸     | ۱۸٬۲۷۴      | ۴۶٫۴                 | اقیانوس آرام، ملانزی                           |
| گرنادا، کاریاکو و پتیتی مارتینیک | یک مجمع‌الجزایر با دو جزیره اصلی                                           | فلات قاره    | ۱۱۰٬۰۰۰     | ۳۴۴         | ۳۱۹٫۸                | دریای کارائیب، جزایر بادگیر                    |
| اندونزی                          | یک مجمع‌الجزایر                                                            | دو فلات قاره | ۲۵۵٬۴۶۱٬۷۰۰ | ۱٬۹۰۴٬۵۶۹   | ۱۲۴٫۷                | ناحیه دریایی جنوب شرق آسیا، مجمع‌الجزایر مالایی |
| جامائیکا                         | یک مجمع‌الجزایر با یک جزیره اصلی                                           | فلات قاره    | ۲٬۸۴۷٬۲۳۲   | ۱۰٬۹۹۱      | ۲۵۲                  | دریای کارائیب، آنتیل بزرگ                      |
| کیریباتی                         | دو مجمع‌الجزایر                                                            | اقیانوسی     | ۱۲۳٬۳۴۶     | ۸۱۱         | ۱۵۲                  | اقیانوس آرام، میکرونزی                         |
| مالدیو                           | یک مجمع‌الجزایر                                                            | اقیانوسی     | ۳۲۹٬۱۹۸     | ۲۹۸         | ۱٬۱۰۵                | اقیانوس هند، جنوب آسیا                         |
| جزایر مارشال                     | دو مجمع‌الجزایر                                                            | اقیانوسی     | ۶۲٬۰۰۰      | ۱۸۱         | ۳۴۲٫۵                | اقیانوس آرام، میکرونزی                         |
| موریس                            | دو مجمع‌الجزایر با دو جزیره اصلی                                           | اقیانوسی     | ۱٬۲۴۴٬۶۶۳   | ۲٬۰۴۰       | ۶۱۰                  | اقیانوس هند، شرق آفریقا                        |
| پاپوآ گینه نو                    | یک مجمع‌الجزایر با یک جزیره اصلی (گینه نو) مشترک با یک کشور دیگر (اندونزی) | فلات قاره    | ۶٬۷۳۲٬۰۰۰   | ۴۶۲٬۸۴۰     | ۱۴٫۵                 | اقیانوس آرام، ملانزی                           |
| فیلیپین                          | یک مجمع‌الجزایر                                                            | فلات قاره    | ۱۰۱٬۳۹۸٬۱۲۰ | ۳۰۰٬۰۰۰     | ۲۹۵                  | اقیانوس آرام، مجمع‌الجزایر مالایی               |
| سنت وینسنت و گرنادین‌ها           | یک مجمع‌الجزایر با یک جزیره اصلی                                           | فلات قاره    | ۱۲۰٬۰۰۰     | ۳۸۹         | ۳۰۷                  | دریای کارائیب، جزایر بادگیر                    |
| سائوتومه و پرنسیپ                | یک مجمع‌الجزایر با دو جزیره اصلی                                           | فلات قاره    | ۱۶۳٬۰۰۰     | ۱٬۰۰۱       | ۱۶۹٫۱                | اقیانوس اطلس، مرکز آفریقا                      |
| سیشل                             | چهار مجمع‌الجزایر                                                          | اقیانوسی     | ۸۷٬۵۰۰      | ۴۵۵         | ۱۹۲                  | اقیانوس هند، شرق آفریقا                        |
| جزایر سلیمان                     | پنج مجمع‌الجزایر                                                           | اقیانوسی     | ۵۲۳٬۰۰۰     | ۲۸٬۴۰۰      | ۱۸٫۱                 | اقیانوس آرام، ملانزی                           |
| ترینیداد و توباگو                | یک مجمع‌الجزایر با دو جزیره اصلی                                           | فلات قاره    | ۱٬۲۹۹٬۹۵۳   | ۵٬۱۳۱       | ۲۵۴٫۴                | دریای کارائیب، جزایر بادگیر                    |
| تووالو                           | یک مجمع‌الجزایر                                                            | اقیانوسی     | ۱۲٬۳۷۳      | ۲۶          | ۴۷۵٫۸۸               | اقیانوس آرام، پلی‌نزی                           |
| وانواتو                          | یک مجمع‌الجزایر                                                            | اقیانوسی     | ۲۴۳٬۳۰۴     | ۱۲٬۱۹۰      | ۱۹٫۷                 | اقیانوس آرام، ملانزی                           |